# Hermann Wolfgang von Waltershausen
Hermann Wolfgang Sartorius Freiherr von Waltershausen (Göttingen (Baixa Saxònia), 12 d'octubre, 1882 - Munic (Baviera), 13 d'agost, 1954), va ser un compositor, director d'orquestra, pedagog musical i escriptor musical alemany.

## Biografia
Hermann Wolfgang Sartorius von Waltershausen, fill de l'economista August Sartorius von Waltershausen (1852–1938) i de la seva dona Charlotte, de soltera Freiin von Kapherr, provenia d'una família noble, que es remunta a l'historiador Georg Friedrich Sartorius, que es va convertir en baró von Waltershausen el 1827. Hermann Wolfgang von Waltershausen poques vegades va utilitzar la part del cognom Sartorius al llarg de la seva vida.
Waltershausen va créixer a Estrasburg després que la seva família es traslladés allà des de Göttingen. De petit patia una mala salut. Com a conseqüència de la limfogranulomatosi, quan tenia nou anys se li va haver d'amputar el braç dret i la cama dreta. Tanmateix, no va renunciar al seu objectiu de convertir-se en músic i va desenvolupar una tècnica de piano amb la mà esquerra que, amb l'ajuda del pedal, li va permetre quasi compensar la manca de la mà dreta. La seva discapacitat no li va impedir actuar posteriorment com a director.
Waltershausen va començar els seus estudis musicals a Estrasburg amb Marie-Joseph Erb (1858–1944). Des de 1901 va viure a Munic, on va continuar la seva formació en teoria musical i composició amb Ludwig Thuille fins al 1907. Entre 1905 i 1915 també va estudiar piano amb August Schmid-Lindner. El 1917 va fundar un seminari pràctic per a estudiants de música, al qual va seguir el 1933 la fundació d'un seminari per a professors de música particulars. Aquests esdeveniments inicialment privats es van convertir en el Seminari Waltershausen aprovat per l'estat el 1948. Amb els seus seminaris, Waltershausen es va convertir en un dels educadors musicals més influents de Munic. Els seus estudiants més famosos inclouen: Eugen Jochum, Fritz Büchtger, Ernst Kutzer i Wilhelm Killmayer.
El 1920 Waltershausen va ser nomenat professor i sotsdirector de l'Acadèmia de Música de Munic, i el 1923 va ser ascendit a director i vicepresident de l'acadèmia. També va ser consultor de programes de "Bayerischer Rundfunk". El 1933 Waltershausen es va jubilar anticipadament i, com a professor particular de música, es va dedicar principalment a treballar en els seus seminaris.
El 1927 Waltershausen es va casar amb la compositora Philippine Schick (1893–1970), que abans havia estat la seva alumna durant diversos anys. El matrimoni va donar lloc a la seva filla Lore, nascuda el 1928. El 1932, Philippine Schick es va divorciar del seu marit perquè no permetia prou llibertat per al seu propi treball artístic. L'any 1933 Waltershausen es va casar amb la pianista Caroline Strößner (1900–1974), també una de les seves alumnes. Aquest matrimoni va quedar sense fills.
Hermann Wolfgang von Waltershausen va morir l'any 1954 com a conseqüència d'un ictus. El seu treball d'educació musical va ser continuat per la seva dona Caroline. Els treballs del compositor es conserva a la Biblioteca Municipal de Munic.

## Treball compositiu
Per conèixer els seus molts treballs, aneu al seu arxiu de la Viquipèdia alemanya
L'obra supervivent de Hermann Wolfgang von Waltershausen és relativament petita. Algunes de les seves composicions van ser destruïdes durant la Segona Guerra Mundial, com ho demostren els buits en la sèrie de números de l'opus. Estilísticament es pot assignar al període romàntic tardà. Entre els seus contemporanis, Waltershausen valorava especialment Hans Pfitzner i Richard Strauss. Com ells, també es va veure en la tradició de Richard Wagner, que també es reflecteix en el fet que ell mateix va escriure els llibrets de les seves òperes.
Els primers treballs de Waltershausen consisteixen principalment en òperes i cançons. Cal esmentar aquí l'òpera Coronel Chabert, basada en l'obra homònima d'Honoré de Balzac, que es va convertir en l'obra de més èxit del compositor després de la seva estrena l'any 1912 i va poder romandre en escenaris importants del país i de l'estranger durant diversos anys. A la dècada de 1920, Waltershausen es va dedicar a compondre grans obres orquestrals, de les quals la Simfonia Apocalíptica i la música del pessebre van rebre una atenció especial. Després de completar la seva darrera òpera La comtessa de Tolosa l'any 1936, el compositor va acabar la seva tasca artística i només va escriure algunes peces contrapuntístiques amb finalitats d'estudi per als seus alumnes.
Després de la mort de Waltershausen, les seves obres van quedar en gran part oblidades. Fins ara no han estat poc investigats. El març de 2010, la Deutsche Oper Berlin va presentar la tragèdia musical de Waltershausen, el Coronel Chabert per a la discussió amb el públic i la premsa, amb gran èxit.

## Obra literària musical
El focus principal de l'escriptor musical Waltershausen va ser el gènere de l'òpera. A més de diversos estudis sobre obres individuals, va escriure una extensa obra sobre dramatúrgia operística, que mai va ser publicada.
Igual que Hans Pfitzner, Waltershausen també va aparèixer com un oponent de la música àtonal, que va descriure en el seu llibre sobre Strauss com una "expressió honesta i completa de la destrucció de caràcters del nostre temps". També creia que cada poble tenia el seu propi caràcter musical que era incompatible amb el dels altres pobles. En conseqüència, va mostrar respecte per la música de compositors estrangers (Claude Debussy, Giacomo Puccini) i d'origen jueu (Gustav Mahler, Franz Schreker), però no va recomanar les seves obres als compositors "germànics" per imitar. Tot i que el seu enfocament a la música certament tenia paral·lelismes amb les idees posteriors dels nacionalsocialistes, Waltershausen no es portava bé amb ells. La creixent influència nazi també el va animar a retirar-se anticipadament el 1933.
A més dels escrits sobre música, Waltershausen també va escriure obres de ficció, de les quals només es va publicar un volum de poemes.

## Honors
- 1922 Doctor honoris causa per la Universitat Johann Wolfgang Goethe de Frankfurt del Main